# Schloss Kronwinkl

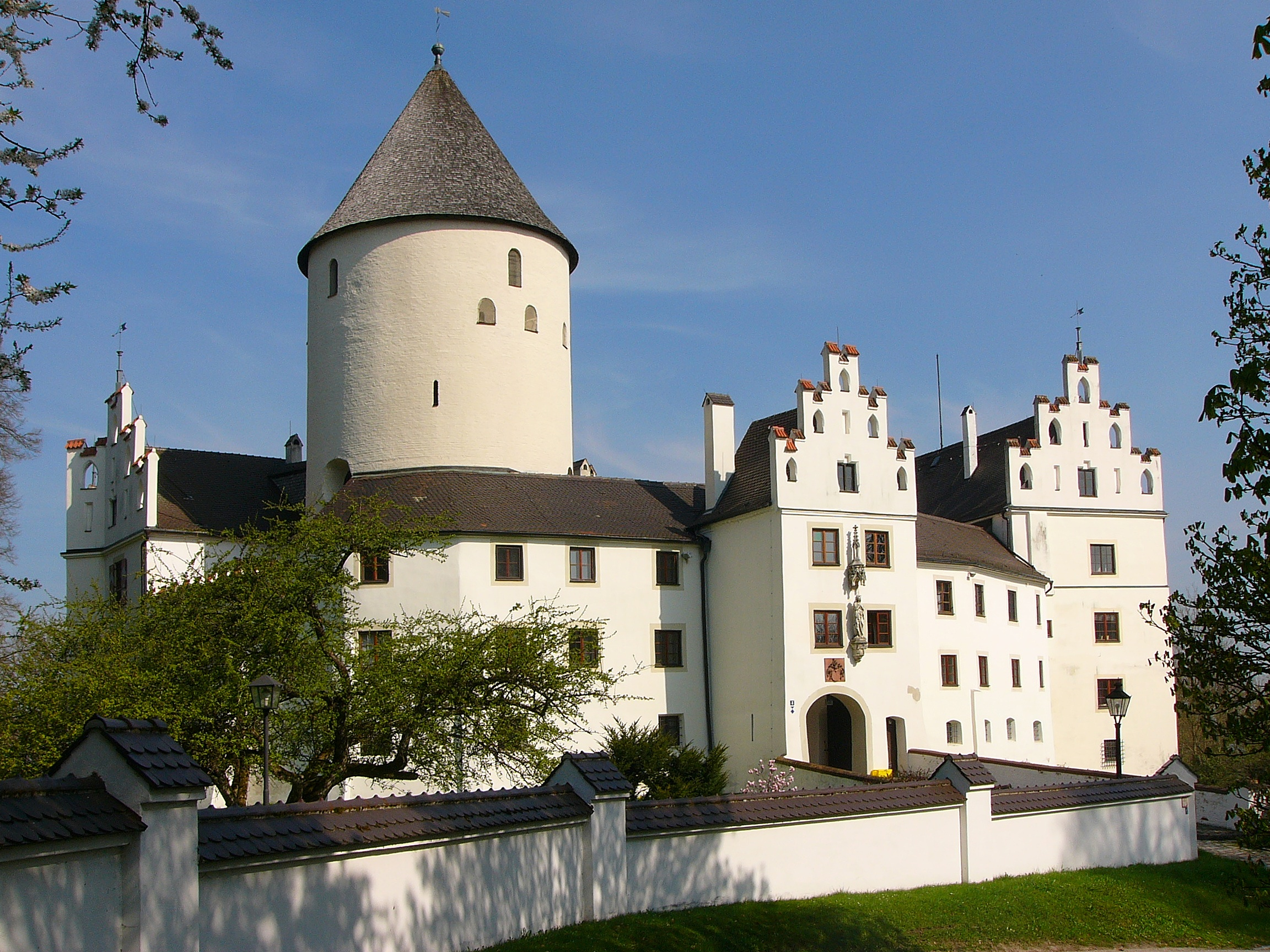
Schloss Kronwinkl

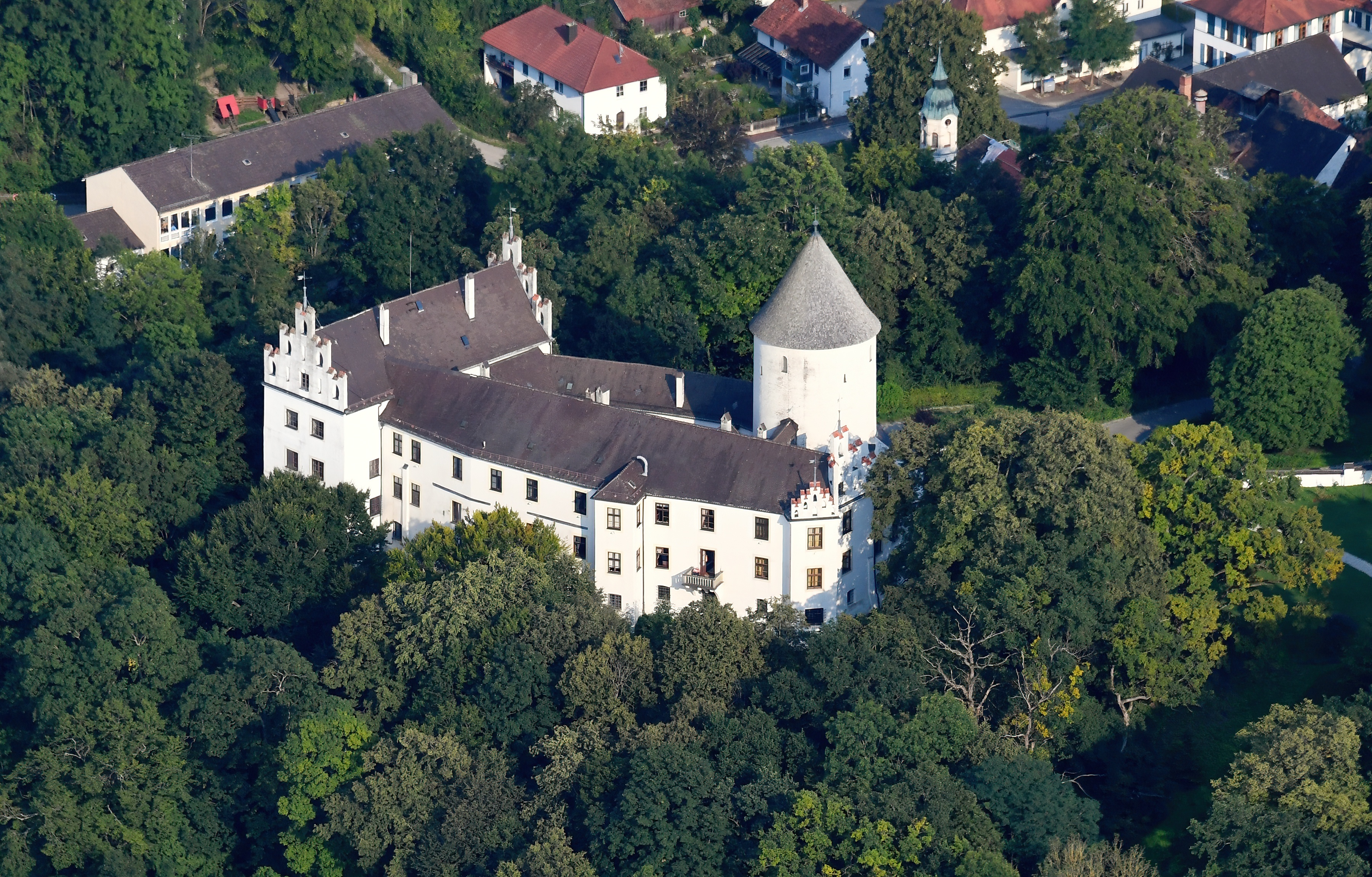
Luftbild des Schlosses Kronwinkl

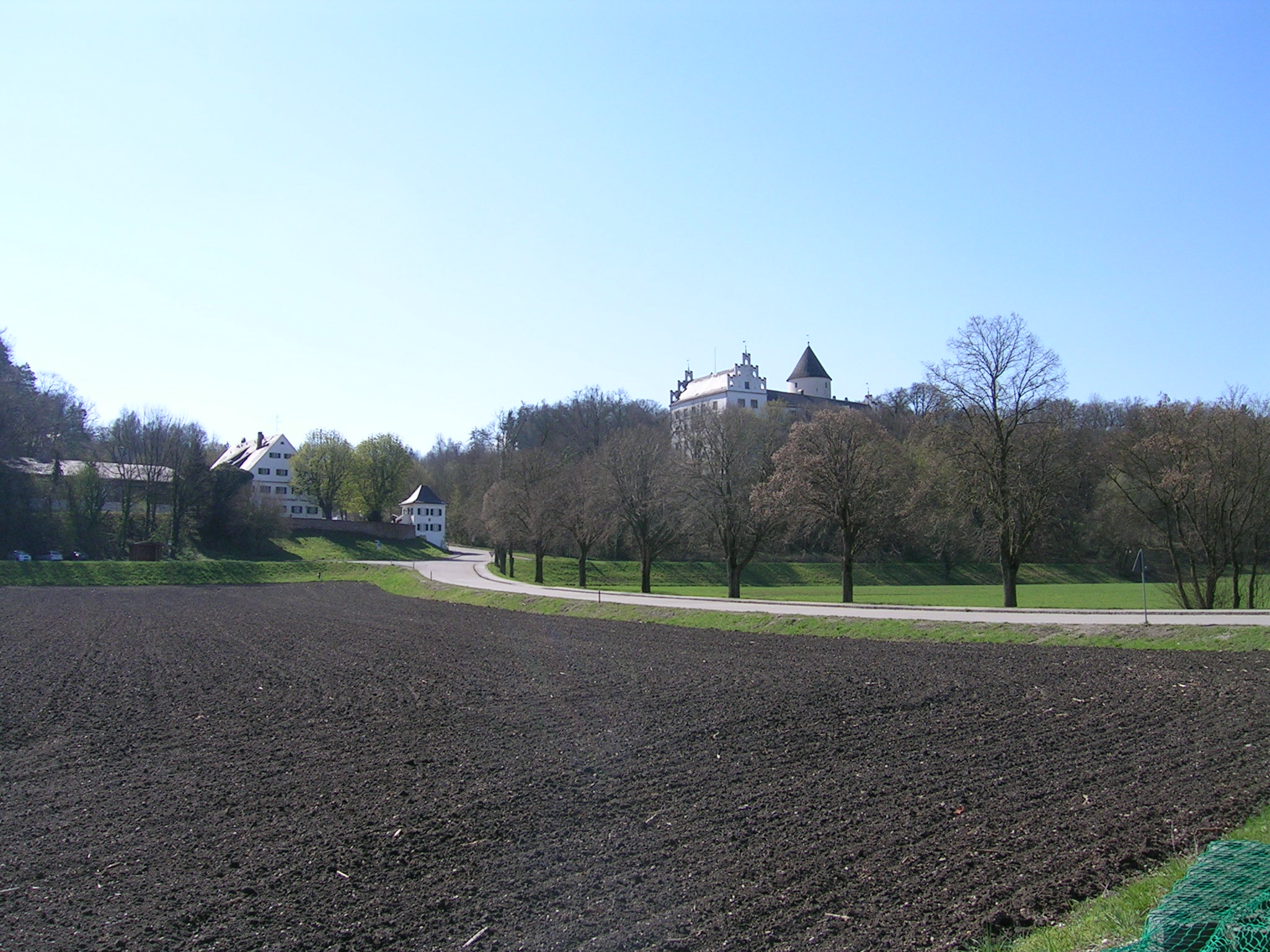
Schloss mit Wirtschaftsgebäuden

Schloss Kronwinkl, auch Alten-Preysing genannt, ist ein in Kronwinkl, einem Gemeindeteil der niederbayerischen Gemeinde Eching, am Isarhochufer gelegenes Schloss. Es ist die Stammburg derer von Preysing. Das Schloss ist unter der Aktennummer D-2-74-124-14 ein Baudenkmal. „Untertägige mittelalterliche und frühneuzeitliche Befunde im Bereich des Schlosses Kronwinkl mit Schlosskapelle und Schlosspark, darunter die Spuren von Vorgängerbauten bzw. älterer Bauphasen“ werden ferner als Bodendenkmal unter der Aktennummer D-2-7538-0278 geführt.

## Geschichte
Der Bergfried stammt aus der Entstehungszeit der Burg, dem 12./13. Jahrhundert. Seit seiner Erbauung ist Schloss Kronwinkl im Besitz der Preysing.  Die Wohnbauten entstanden im 16./17. Jahrhundert an der gotischen Ringmauer.
Anfang der 1970er Jahre wurde das Schloss erst von der Münchner „Highfish“-Kommune um Uschi Obermaier und Rainer Langhans gemietet, dann von der Band Amon Düül II, die 1972 das Stück Kronwinkl 12 veröffentlichte.
Heutiger Besitzer ist Caspar Graf von Preysing-Lichtenegg-Moos.

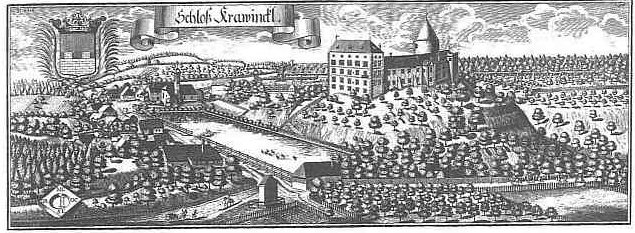
Schloss Kronwinkl nach einem Stich von Michael Wening

2012 zog Ladislaja Gräfin von und zu Eltz (1920–2023), geborene Mayr von Melnhof, in das Schloss Kronwinkl.

## Baubeschreibung
Schloss Kronwinkl ist ein geschütztes Baudenkmal (Akten-Nr. D-2-74-124-14). Die Beschreibung des Bayerischen Landesamts für Denkmalpflege lautet:

„Vierflügelanlage mit romanischem Bergfried, 12./13. Jahrhundert und gotischer Ringmauer, Wohntrakte aus dem 16./17. Jahrhundert, der nordöstlich vorgelagerte Lehenstock um 1580 errichtet, die Zinnengiebel von 1860
Schlosskapelle innerhalb des Bergfrieds von 1673; mit Ausstattung
Schlosspark im Stil des Englischen Landschaftsgartens, 19. Jahrhundert“

Neben dem Schloss sind auch die Schlosswirtschaft (Akten-Nr. D-2-74-124-12) und die katholische Kirche St. Stephan (Akten-Nr. D-2-74-124-11), auch als die untere Schlosskapelle bezeichnet, als Baudenkmal gelistet.